# Danielle Dax
Danielle Dax (23 de septiembre de 1958) es una vocalista, compositora, músico y productora activa desde 1979 hasta 1996. 
Comenzó su carrera en la banda Lemon Kittens como flautisa, teclista y saxofonista. Durante su tiempo en Lemon Kittens, ella fue incluida en la producción del álbum The League of Gentlemen de Robert Fripp, dibujando la portada del disco. Ella también pintó la portada para el álbum en solitario de Robert Fripp Let the Power Fall.
Tras la separación de Lemon Kittens, Dax comenzó su carrera como solista, grabando y produciendo su álbum's Pop-Eyes (1983) en la que interpretó todos los instrumentos ella misma.
Dax tiene un estilo musical muy variado pasando por la Música Experimental, el Post-Punk, el Rock Gótico hasta una faceta más comercial apegada a la New Wave.

## Discografía

### Con Lemon Kittens
- 1980: We Buy a Hammer for Daddy (EP)
- 1980: Cake Beast (EP)
- 1982: (Those Who Bite The Hand That Feeds Them Sooner Or Later Must Meet The) Big Dentist

### Solitario
- 1983: Pop-Eyes
- 1984: Jesus Egg That Wept
- 1987: Inky Bloaters
- 1987: The Chemical Wedding
- 1987: The Janice Long Session (EP)
- 1988: The BBC Sessions
- 1988: Dark Adapted Eye
- 1990: Blast The Human Flower
- 1995: Timber Tongue

### Recopilatorios
- 1987: Up Amongst the Golden Spires
- 1995: Comatose Non-Reaction: The Thwarted Pop Career of Danielle Dax

### Cover versiones
La banda The Damned ha incluido el tema Cathouse, de vez en cuando en sus interpretaciones en vivo.